# Asmodeus

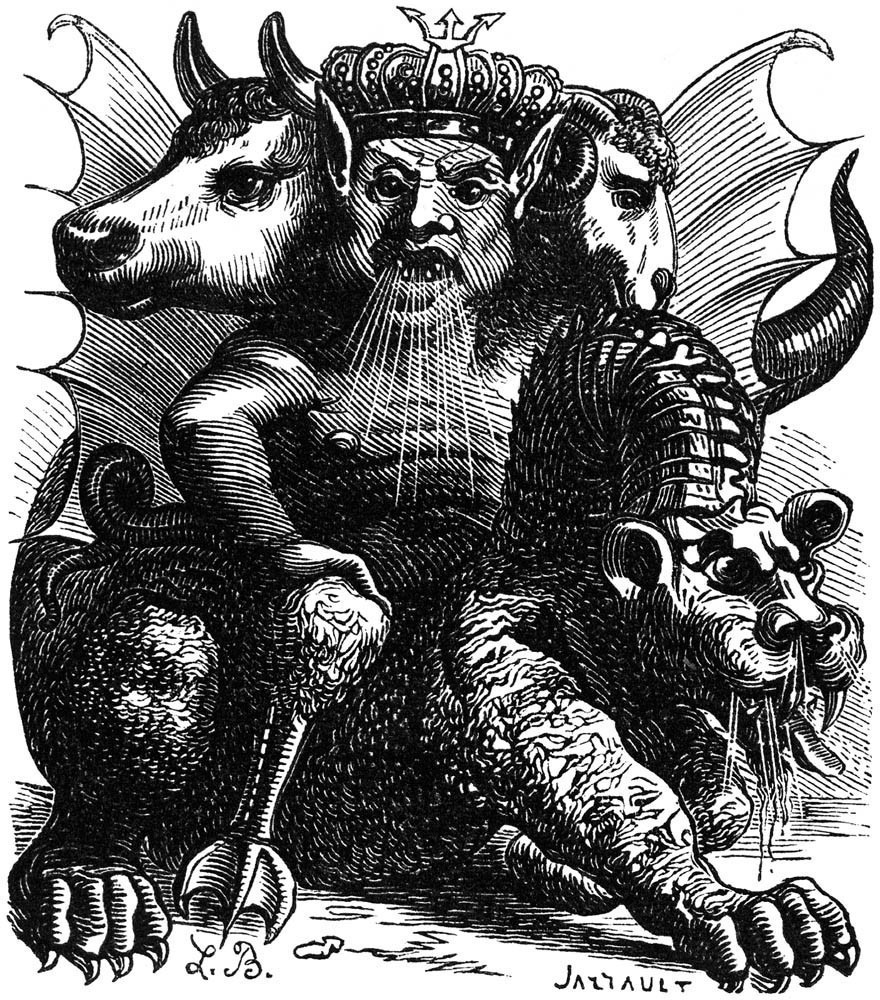
Asmodeus afgebeeld in het Hels Woordenboek van Collin de Plancy.

Asmodeus ((he) אשמדאי, Ashmedai) is een onder andere in het deuterocanonieke Bijbelboek Tobit voorkomende demon.
De naam Asmodeus is waarschijnlijk een afleiding van het Avestische Aëshma-daëva.
In Tobit voelt Asmodeus zich aangetrokken tot Sara, dochter van Raguel en weigert hij haar aan een echtgenoot te laten. (Tobit, vi.13) Derhalve doodt hij zeven potentiële echtgenoten in de huwelijksnacht. Als Tobias op het punt staat met haar te trouwen bereidt Asmodeus hem hetzelfde lot voor, maar dankzij de goede raad van de engel Rafael wordt Asmodeus onschadelijk gemaakt. Door een vissenhart en -lever op gloeiende as te leggen wekt Tobias een rokerige damp op die de demon naar Egypte verjaagt, alwaar Rafael met hem afrekent (viii2,3).

## Ratsmodee
Het woord Ratsmodee is een Amsterdamse verbastering uit het Jiddisch van het woord Ashmedai. De uitdrukking "Naar de ratsmodee gaan", betekent zoveel als: "Naar de bliksem gaan".